# أكتوبر 2014
أكتوبر 2014 هو الشهر العاشر في عام 2014، بدأ يوم الأربعاء، وأنتهى يوم الجمعة وأمتد لواحد وثلاثين يومًا.

## بوابة:أحداث جارية
| \| 2 أكتوبر 2014 (الخميس) \| عدل \| تاريخ \| راقب \| تصفح \|                                                                                                  |     |       |      |      |
| - وفاة المطرب العراقي ياس خضر - مقتل الدبلوماسي الأسباني إيمليانو جارسيا المسؤول عن القسم القنصلي بالسفارة الإسبانية في السودان علي أيدي مجهولين طعنا بالسكين |     |       |      |      |
| 2 أكتوبر 2014 (الخميس) | عدل | تاريخ | راقب | تصفح |

| \| 3 أكتوبر 2014 (الجمعة) \| عدل \| تاريخ \| راقب \| تصفح \| |     |       |      |      |
|                                                              |     |       |      |      |
| 3 أكتوبر 2014 (الجمعة)                                       | عدل | تاريخ | راقب | تصفح |

| \| 6 أكتوبر 2014 (الإثنين) \| عدل \| تاريخ \| راقب \| تصفح \|                                                                            |     |       |      |      |
| صحة - وباء إيبولا في غرب أفريقيا 2014 - ممرضة إسبانية تصاب بمرض إيبولا فيما يعتقد أول حالة ينتقل لها العدوى خارج غرب أفريقيا. (بي بي سي) |     |       |      |      |
| 6 أكتوبر 2014 (الإثنين) | عدل | تاريخ | راقب | تصفح |

| \| 7 أكتوبر 2014 (الثلاثاء) \| عدل \| تاريخ \| راقب \| تصفح \|                                                                                          |     |       |      |      |
| يختتم حجاج بيت الله الحرام مناسكهم اليوم في مشعر منى برمي الجمرات الثلاث في اليوم الثالث والأخير من أيام التشريق، ثم يتوجهون إلى مكة لأداء طواف الوداع. |     |       |      |      |
| 7 أكتوبر 2014 (الثلاثاء) | عدل | تاريخ | راقب | تصفح |

| \| 8 أكتوبر 2014 (الأربعاء) \| عدل \| تاريخ \| راقب \| تصفح \| |     |       |      |      |
| علاقات دولية - الرئيس الكيني أوهورو كينياتا أول رئيس يمثل أمام المحكمة الجنائية الدولية بشأن اتهامه بتدبير جرائم إبادة جماعية عرقية في أعقاب الانتخابات الرئاسية التي أجريت عام 2007. (بي بي سي) صحة - وباء إيبولا في غرب أفريقيا 2014 - وفاة الليبيري إريك توماس دونكان وهو أول حالة إصابة يتم تشخيصها بمرض إيبولا في الولايات المتحدة الأمريكية. (سي إن إن) |     |       |      |      |
| 8 أكتوبر 2014 (الأربعاء) | عدل | تاريخ | راقب | تصفح |

| \| 9 أكتوبر 2014 (الخميس) \| عدل \| تاريخ \| راقب \| تصفح \|                                              |     |       |      |      |
| سياسة - حكومة الوفاق الوطني الفلسطيني تجتمع في غزة لأول مرة بعد تشكيلها منذ نحو أربعة شهور. (روسيا اليوم) |     |       |      |      |
| 9 أكتوبر 2014 (الخميس)                                                                                    | عدل | تاريخ | راقب | تصفح |

| \| 11 أكتوبر 2014 (السبت) \| عدل \| تاريخ \| راقب \| تصفح \|                     |     |       |      |      |
| واشنطن تأمل في استئناف مفاوضات السلام بين الفلسطينيين والإسرائيليين (دبلوماسيون) |     |       |      |      |
| 11 أكتوبر 2014 (السبت)                                                           | عدل | تاريخ | راقب | تصفح |

| \| 12 أكتوبر 2014 (الأحد) \| عدل \| تاريخ \| راقب \| تصفح \| |     |       |      |      |
|                                                              |     |       |      |      |
| 12 أكتوبر 2014 (الأحد)                                       | عدل | تاريخ | راقب | تصفح |

| \| 13 أكتوبر 2014 (الإثنين) \| عدل \| تاريخ \| راقب \| تصفح \|                                                           |     |       |      |      |
| سياسة - الرئيس اليمني عبد ربه منصور هادي يكلف خالد بحاح بتشكيل حكومة التوافق الوطني، والحوثيون يرحبون بالقرار. (الجزيرة) |     |       |      |      |
| 13 أكتوبر 2014 (الإثنين)                                                                                                 | عدل | تاريخ | راقب | تصفح |

| \| 14 أكتوبر 2014 (الثلاثاء) \| عدل \| تاريخ \| راقب \| تصفح \| |     |       |      |      |
| نزاعات مسلحة وهجمات - الشرطة الإسرائيلية تقتحم باحة المسجد الأقصى وتشتبك مع المصلين. (بي بي سي العربية) علاقات دولية - مجلس العموم يوافق على قرار غير ملزم يطالب الحكومة بالاعتراف بدولة فلسطين، وذلك بأغلبية 274 عضوًا ضد 12. (الجزيرة) سياسة وانتخابات - إيفو مورالس يعلن فوزه بولاية رئاسية ثالثة في الدورة الأولى من الانتخابات الرئاسية التي وقعت اليوم الماضي. (وكالة الأناضول للأنباء) |     |       |      |      |
| 14 أكتوبر 2014 (الثلاثاء) | عدل | تاريخ | راقب | تصفح |

| \| 15 أكتوبر 2014 (الأربعاء) \| عدل \| تاريخ \| راقب \| تصفح \|                                                                        |     |       |      |      |
| رياضة - المنتخب الجزائري لكرة القدم بات أول المنتخبات المتأهلة إلى نهائيات أمم أفريقيا 2015 بعد فوزه على نظيره الملاوي 3-0. (الجزيرة). |     |       |      |      |
| 15 أكتوبر 2014 (الأربعاء) | عدل | تاريخ | راقب | تصفح |

| \| 17 أكتوبر 2014 (الجمعة) \| عدل \| تاريخ \| راقب \| تصفح \|                                                                                     |     |       |      |      |
| صحة - وباء إيبولا في غرب أفريقيا 2014 - منظمة الصحة العالمية تعلن السنغال خالية من المرض بعد مرور 42 يومًا على إصابة رجل غيني سافر إليها. (رويترز) |     |       |      |      |
| 17 أكتوبر 2014 (الجمعة) | عدل | تاريخ | راقب | تصفح |

| \| 20 أكتوبر 2014 (الإثنين) \| عدل \| تاريخ \| راقب \| تصفح \| |     |       |      |      |
| نزاعات مسلحة وهجمات - طائرات أميركية تمد مقاتلي وحدات حماية الشعب الكردي بالأسلحة، وتركيا تسهل مرور مقاتلي البشمركة العراقيين لمواجهة تنظيم الدولة في المعارك الدائرة في مدينة عين العرب. (الجزيرة) صحة - وباء إيبولا في غرب أفريقيا 2014 - منظمة الصحة العالمية تعلن نيجيريا خالية من المرض وبذلك توقف إجمالي عدد الحالات بها عند 20 توفى منها ثمانية. (العربي الجديد) وفيات - رحل أوسكار دي لا رينتا مصمم الأزياء العالمي يوم الاثنين 20 أكتوبر عن عمر يناهز الـ 82، لم تعرف أسباب وفاته بعد لكن كان أوسكار قد صرح في أواخر أيامه أنه يعاني من مرض السرطان.(رويترز) |     |       |      |      |
| 20 أكتوبر 2014 (الإثنين) | عدل | تاريخ | راقب | تصفح |

| \| 22 أكتوبر 2014 (الأربعاء) \| عدل \| تاريخ \| راقب \| تصفح \| |     |       |      |      |
| نزاعات مسلحة وهجمات - متحدث باسم الجيش الإسرائيلي يصرح بتعرض دورية إسرائيلية على الحدود المصرية لإطلاق نار وقذيفة مضادة للدبابات. (بي بي سي العربية) - برلمان كردستان العراق يصوت بالإجماع على إرسال وحدات من قوات البشمركة إلى عين العرب السورية. (إيلاف) - انفجار بعبوة ناسفة فجرت عن بعد بالقرب من جامعة القاهرة يوقع 11 مصابًا هم 4 ضباط شرطة وجنديان وخمسة مدنيين. (راديو سوا) علاقات دولية - اعتراض طائرة استطلاع روسية منطلقة من كالنينجراد بواسطة طائرات مقاتلة تابعة لحلف الناتو فوق بحر البلطيق. (سي إن إن العربية) |     |       |      |      |
| 22 أكتوبر 2014 (الأربعاء) | عدل | تاريخ | راقب | تصفح |

| \| 28 أكتوبر 2014 (الثلاثاء) \| عدل \| تاريخ \| راقب \| تصفح \|            |     |       |      |      |
| سياسة - وفاة رئيس زامبيا مايكل ساتا في لندن، عن عمر ينازه 77 سنة. (الحياة) |     |       |      |      |
| 28 أكتوبر 2014 (الثلاثاء)                                                  | عدل | تاريخ | راقب | تصفح |

| أحداث جارية |
| --- |
| - أزمة الدين الحكومي اليوناني - جائحة فيروس كورونا 2019–20 - التدخل العسكري الروسي في أوكرانيا - التدخل العسكري الروسي في سوريا - الحرب الأهلية السورية - الهجوم على شمال غرب سوريا (2024) - الحرب الأهلية السودانية 2023 - عملية طوفان الأقصى - الحرب الفلسطينية الإسرائيلية (الخط الزمني) - صراع حزب الله وإسرائيل (2023–الآن) - - أزمة البحر الأحمر - الهجمات على القواعد الأمريكية في العراق وسوريا 2023 - الأزمة الإنسانية في غزة (2023 – الآن) تفاصيل أكثر النزاعات الجارية أدناه |

| وفيات حديثة |
| --- |
| - 15 مايو: جلان إدوارد روجرز - 15 مايو: لويجي ألفا - 16 مايو: إيمانويل كونديه - 16 مايو: دونكان كامبل - 16 مايو: برايان غلانفيل - 16 مايو: شون دنيس - 16 مايو: بيتر لاكس - 16 مايو: جايسون كونتي - 17 مايو: مايكل ليدين - 17 مايو: كوركيس إسماعيل - 17 مايو: علي القزق - 18 مايو: عزيز الحجار - 18 مايو: ليزلي إبستاين - 19 مايو: جوناثان باريديس - 19 مايو: فدوى محسن - 19 مايو: يوري غريغوروفيتش - 19 مايو: إغناثيو رودريغيز (لاعب كرة قدم) - 20 مايو: كاي آرثر - 20 مايو: نينو بنفينوتي - 20 مايو: غادي كندة |

| نزاعات جارية |
| --- |
| - التدخل العسكري الدولي ضد تنظيم الدولة الإسلامية (داعش) - الكاميرون - الحرب الأهلية الكاميرونية - جمهورية إفريقيا الوسطى - حرب جمهورية إفريقيا الوسطى الأهلية (2012–الآن) - جمهورية الكونغو الديموقراطية - تمرد القوات الديمقراطية المتحالفة - صراع كيفو - الحرب الأهلية الأثيوبية (2018-حاليا) - موزمبيق - التمرد الإسلاموي في موزمبيق - نيجيريا - تمرد بوكو حرام - التمرد الإسلامي في الساحل - تمرد الجهاديين في بوركينا فاسو · حرب مالي - الحرب الأهلية الصومالية - الحرب في الصومال (2009–الآن) - السودان - نزاع السودان - النزاع في أفغانستان - النزاع بين طالبان والدولة الإسلامية في أفغانستان - صراع بنجشير - الهند - التمرد في جامو وكشمير - العصيان الماوي-الناكسالي - إندونيسيا - أزمة بابوا - الصراع الداخلي في ميانمار - الحرب الأهلية في ميانمار - باكستان - صراع بلوشستان - عصيان خيبر بختونخوا - الصراع الأهلي في الفلبين - التمرد الشيوعي في الفلبين - الحرب الروسية الأوكرانية - الغزو الروسي لأوكرانيا - صراع العراق - التمرد العراقي (2017–الآن) - صراع إسرائيل وغزة - الحرب الفلسطينية الإسرائيلية 2023 - أزمة البحر الأحمر - الحرب الأهلية السورية - التدخل الأجنبي في الحرب الأهلية السورية - تركيا - الولايات المتحدة - اليمن - الحرب الأهلية اليمنية - التدخل العسكري في اليمن |